# Snímání z kříže (Rubens)
Snímání z kříže je obraz vlámského malíře Petera Paula Rubense, pocházející pravděpodobně z let 1611–1614.

## Historie triptychu
Obraz dnes tvoří protipól triptychu Vztyčení kříže v antverpské katedrále Panny Marie. Malíř Peter Paul Rubens zde měl podle přání zadavatele, bratrstva arkebuzírů, vytvořit triptych k poctě sv. Kryštofa. Podle církevních dogmat té doby však musel být centrální osobou triptychu Kristus, v tomto případě byla vybrána scéna snímání z kříže. Svatý Kryštof s Ježíškem jsou pak vyobrazeni na vnějších křídlech obrazu. Na vnitřních křídlech obrazu jsou výjevy Navštívení Panny Marie a Představení Krista v chrámu. Tato do značné míry obsahově i výtvarně nesoudržná témata jsou propojena latinským jménem Christophoros, tj. ten, kdo nese Krista. Centrální obraz Snímání z kříže tak výtvarně zcela nekoresponduje s otevřenými bočními křídly na rozdíl od triptychu Vztyčení kříže. Přestože se jedná o barokní dílo, jsou v něm silné reminiscence na benátské malířství, použití světla připomíná římské Caravaggiovy obrazy. Velká duchovní i malířská síla díla byla inspirací pro další generace malířů.
Obraz byl po svém dokončení instalován v antverpské katedrále Panny Marie, kde je vystaven dodnes. Naopak triptych Vztyčení kříže byl původně umístěn v antverpském kostele sv Valburgy. Po jeho zboření byl přemísten do katedrály a oba obrazy tak vytvořily protějšek.

## Popis obrazu, kompozice
Obraz má diagonální kompozici, obdobně jako Vztyčení kříže, směr diagonály je však obrácen a pohyb směřuje směrem dolů.
V souladu s textem Bible, Evangeliem sv. Jana, jde o výjev komorní, kterého se účastnili pouze Kristovi nejbližší. Ze Vztyčení kříže jsou na obrazu ve spodní části důstojná Panna Marie a apoštol Jan, který zachytává sunoucí se tělo. Ve tvářích dvou mladistvě působících Marií se zračí hluboké pohnutí. Vousatí muži v horní části obrazu (Josef z Arimatie a Nikodém) uvolňují zmučené Kristovo tělo. To však v souladu s barokním iluzionismem nepadá dolů, ale jako by se snášelo do připraveného světlého plátna. Prudce ozářené tělo Krista vytváří diagonální kompozici, která je umocněna protaženou levou paží a pohybem zúčastněných postav. Celý výjev je dále zdůrazněn světlým plátnem, do kterého mrtvé tělo klesá, krvavými ranami a skvrnami. Působivý kontrast vytváří bledost Kristova těla (což koresponduje s tváří Panny Marie) a živým odstínem pleti ostatních postav plátna.